# TTC Heusenstamm
Der Tischtennisclub (kurz: TTC) Heusenstamm (1979–1983: TTC Pepsi Heusenstamm; 1983–1999: TTC Portas Heusenstamm) ist ein Tischtennisverein aus Heusenstamm. Die Herrenmannschaft spielte in den 1980er Jahren mehrere Jahre lang in der Bundesliga.

## Geschichte
Der Verein wurde am 23. Juli 1955 als Tischtennisverein gegründet. 1965 kam eine Tennisabteilung hinzu, die sich jedoch Ende 1978 selbständig machte und den Tennis-Club Heusenstamm e. V. (TCH) gründete. Am 15. April 1969 erfolgte der Eintrag ins Vereinsregister.
Nach mehreren Aufstiegen erreichte die 1. Herrenmannschaft 1973 die Oberliga, die damals zweithöchste deutsche Spielklasse. Hier wurde sie 1976 Meister, scheiterte jedoch in der Aufstiegsrunde zur Bundesliga. Auch zwei Jahre später verpasste sie trotz Meisterschaft den Aufstieg. Dieser gelang 1979: 1979/80 war die erste Bundesligasaison. Gleichzeitig nannte sich der Verein um in TTC Pepsi Heusenstamm. 1981/82 erreichte man mit Rang 4 die beste Platzierung in der Vereinsgeschichte. 1982 und 1983 erreichte das Team das Endspiel bei den Deutschen Pokalmeisterschaften. Erneut nannte sich der Verein um und hieß ab 1983 TTC Portas Heusenstamm. 1984 wurde Heusenstamm Tabellenletzter und stieg in die 2. Bundesliga ab. Zwar gelang auf Anhieb die Rückkehr in die 1. Bundesliga, wo jedoch 1985/86 als Tabellenletzter der Klassenerhalt verfehlt wurde. Darauf löste sich die Mannschaft komplett auf, weshalb auch die 2. Bundesliga nicht gehalten werden konnte. Nach mehreren Jahren Zugehörigkeit zur Oberliga, zur neu gebildeten Regionalliga und zur 2. Bundesliga zog sich der Verein 2004 vom Hochleistungssport zurück. Bereits 1999 hatte der Sponsor Portas die Zusammenarbeit beendet. Seitdem nannte sich der Verein wieder TTC Heusenstamm.
Der Verein konzentriert sich nun ganz auf den Breitensport, den er seit Bestehen keineswegs vernachlässigt hatte. In der Saison 2015/16 sind vier Herren-, zwei Damen- und sechs Nachwuchsmannschaften im Amateurbereich gemeldet. Die obersten Mannschaften spielen dabei jeweils auf Bezirksebene.

## Stationen
- 1966/67: Aufstieg in die 2. Liga Süd mit Hubert Nock, Karl-Heinz Findeisen, Uli Mohr, Heinz Olbrich, Gerhard Köhler und Hans-Jürgen Köhler
- 1972/73: Aufstieg in die Oberliga mit Janos Sandor, Günter Becker, Horst Heckwolf, Willi Hillenbrand, Gabor Anhalt, Hans-Jürgen Köhler, Dieter Rehwald, Michael Beck, Wendelin Weber, Gerhard Köhler und Karl Buseck
- 1975/76: Meister der Oberliga, Scheitern in der Aufstiegsrunde zur Bundesliga
- 1978/79: Meister der Oberliga, Aufstieg in die Bundesliga mit Joachim Geis, Jürgen Rebel, Thomas Geyer, Enes Gazic, Horst Heckwolf und Frank Scharlau
- 1979/80: 1. Bundesliga, Platz 8
- 1980/81: 1. Bundesliga, Platz 6
- 1981/82: 1. Bundesliga, Platz 4
- 1981/82: Endspiel bei den Deutschen Pokalmeisterschaften
- 1982/83: 1. Bundesliga, Platz 8
- 1982/83: Endspiel bei den Deutschen Pokalmeisterschaften
- 1983/84: 1. Bundesliga, Platz 10, Abstieg
- 1984/85: Meister der 2. Bundesliga, Aufstieg mit Bela Mesaroš, Berthold Pilsl, Hans-Jürgen Fischer, Wolfgang Groß, Ulrich Groß, Thomas Jörg und Christoph Paul
- 1985/86: 1. Bundesliga, Platz 10, Abstieg
- 1986/87: 2. Bundesliga, Platz 11, Abstieg in die Oberliga
- 1988/89: Oberliga, Aufstieg in die neu geschaffene Regionalliga Südwest mit Heinz Sommer, Bernhard Ilchev, Hamid Ehteshamzadeh, Christoph Paul, Frank Pinter, Wolfgang Hild und Matthias Fleischer
- 1989/90: Regionalliga, Aufstieg in die 2. Bundesliga mit Heinz Sommer, Hamid Ehteshamzadeh, Christoph Paul, Frank Pinter, Bernhard Ilchev, Alexander Krießbach und Matthias Fleischer.
- 1990/91: 2. Bundesliga, Platz 10, Abstieg in die Regionalliga
- 2000/01: 2. Bundesliga, Platz 11, Abstieg in die Regionalliga
- 2002/03: 2. Bundesliga, Platz 8
- 2003/04: 2. Bundesliga, Platz 10, Rückzug in die Oberliga aus wirtschaftlichen Gründen

## Auswahl bekannter Spieler
- Georg Böhm (1981–1982 und 2002–2003)
- Cornel Borsos (1980–1983)
- Zlatko Čordaš (1979–1982)
- Hamid Ehteshamzadeh (bis 1990)
- Hans-Jürgen Fischer (1983–1985)
- Enes Gazic (1975–1979, 1998–2013 sowie seit 2016)
- Jürgen Heckwolf (bis 1984)
- Ryan Jenkins (2000–2001)
- Bernhard Ilchev (1985–1986 und 1987–1991)
- Roger Lagerfeldt (1982–????)
- Heiner Lammers (1990–????)
- Jürgen Lieder (1978–1979)
- Bela Mesaroš (1984–1986)
- Peter Noha (1990–1991)
- Jürgen Rebel (1976–1983)
- Miklos Samborski (um 1990)
- Robert Smrekar (1994–1995)